# Jacky Cordang
Jacky Cordang (Blerick, 8 april 1932 – Venlo, 22 september 2019) was een Nederlandse voetballer die als keeper bij VVV heeft gespeeld.
Cordang maakte in 1955 de overstap van SV Blerick naar VVV waar hij doorgaans tweede keus was achter Frans Swinkels. Vanwege diens blessure greep Cordang bij aanvang van het seizoen 1958-1959 zijn kans. Cordang toonde zich een waardige vervanger en maakte faam vanwege zijn katachtige reflexen. Ook nadat Swinkels weer hersteld was, liet de toenmalige VVV-trainer Willy Kment hem staan. Zo keepte de Blerickenaar ook in het seizoen 1959-60 de meeste wedstrijden. Kment's opvolger Josef Horesj bleek minder van hem gecharmeerd, Cordang belandde weer op de bank. In 1961 kregen Swinkels en de nieuwe aanwinst Piet Schroemges de voorkeur, zodat hij werd gedegradeerd tot derde doelman. Na afloop van dat seizoen keerde Cordang weer terug naar SV Blerick, waar hij nog op 47-jarige leeftijd het doel verdedigde. In Blerick had hij jarenlang een eigen rijwielenzaak en later een electronicazaak. Hij overleed op 22 september 2019 op 87-jarige leeftijd.

## Trivia
Hij was een achterneef van de bekende wielrenner en plaatsgenoot Mathieu Cordang. Jacky Cordang's bijnaam De nikker had deels te maken met zijn donkere uiterlijk, maar meer nog met de broek die hij op het veld droeg: de knickerbocker.

## Profstatistieken
| Seizoen         | Club            | Competitie      | Competitie | Competitie | Beker | Beker | Overige | Overige | Totaal | Totaal |
| Seizoen         | Club            | Competitie      | Wed.       | Dlp.       | Wed.  | Dlp.  | Wed.    | Dlp.    | Wed.   | Dlp.   |
| --------------- | --------------- | --------------- | ---------- | ---------- | ----- | ----- | ------- | ------- | ------ | ------ |
| 1955/56         | VVV             | Hoofdklasse A   | 4          | 0          | —     | —     | —       | —       | 4      | 0      |
| 1956/57         | VVV             | Eredivisie      | 4          | 0          | 2     | 0     | —       | —       | 6      | 0      |
| 1957/58         | VVV             | Eredivisie      | 2          | 0          | 1     | 0     | —       | —       | 3      | 0      |
| 1958/59         | VVV             | Eredivisie      | 28         | 0          | 2     | 0     | —       | —       | 30     | 0      |
| 1959/60         | VVV             | Eredivisie      | 30         | 0          | —     | —     | —       | —       | 30     | 0      |
| 1960/61         | VVV             | Eredivisie      | 7          | 0          | 2     | 0     | —       | —       | 9      | 0      |
| 1961/62         | VVV             | Eredivisie      | 0          | 0          | 0     | 0     | 0       | 0       | 0      | 0      |
| Carrière totaal | Carrière totaal | Carrière totaal | 75         | 0          | 7     | 0     | 0       | 0       | 82     | 0      |